# QR Близнецов
QR Близнецов (лат. QR Geminorum, HD 47705) — двойная звезда в созвездии Близнецов на расстоянии приблизительно 1 442 световых лет (около 442 парсек) от Солнца. Видимая звёздная величина звезды — от +7,73m до +7,58m.

## Характеристики
Первый компонент — красный гигант, пульсирующая медленная неправильная переменная звезда (LB) спектрального класса M0, или M1, или M3, или M5, или Ma. Масса — около 1,105 солнечной, радиус — около 97,711 солнечных, светимость — около 765,074 солнечных. Эффективная температура — около 3606 К.
Второй компонент — коричневый карлик. Масса — около 13,77 юпитерианских. Удалён в среднем на 1,546 а.е..